# بينغو بلايرس
بينغو بلايرس (بالهولندية: Bingo Players) وهو دي جي وفرقة رقص هولندية من هولندا تتكون من باول باومبر و مارتن هوغستراتين.

## بداية الفرقة
تأسست فرقة بينغو بلايرس على يد منسقي الأغاني الهولنديين مارتن هوغستراتين وبول باومبر في عام 2006.
بالإضافة إلى تنسيق الأغاني والإنتاج، تمتلك الفرقة وتدير تسجيلات هيستريا، وتُصدر العلامة العديد من الأغاني الفردية للفرقة بالإضافة إلى المقطوعات الموسيقية من منتجي الموسيقى الآخرين.
في 17 ديسمبر 2013 توفي باومر بعد إصابته بالسرطان لأكثر من عام. أعلن هوغستراتين الخبر على موقع التواصل الاجتماعي الفيسبوك في 18 ديسمبر. وقد ألغى جميع العروض القادمة ليأخذ إجازة حدادًا على الخسارة مع عائلته وأصدقائه بالإضافة إلى حضور الجنازة.

## روابط خارجية
- بينغو بلايرس على موقع ميوزك برينز (الإنجليزية)
- بينغو بلايرس على موقع أول ميوزيك (الإنجليزية)
- بينغو بلايرس على موقع ديسكوغز (الإنجليزية)